# 내 마음의 보석상자
《내 마음의 보석상자》는 2001년 2월 5일부터 2001년 8월 18일까지 방영된 MBC 아침 드라마이다.

## 등장 인물
- 임채무 : 윤지섭 역
- 김영애 : 맹영희 역
- 이아현 : 윤희정 역
- 안재환 : 윤정식 역
- 정혜영 : 윤수정 역
- 강성민 : 윤정현 역
- 김용건 : 배도영 역
- 홍학표 : 배진호 역
- 김영란 : 박은실 역
- 최지나 : 최은혜 역
- 김정균 : 안성현 역
- 이두일 : 김준모 역
- 설수현 : 보경 역
- 김나운
- 박형준
- 조미령
- 이장훈
- 전정로
- 민경현 (아역)
- 한지혜 (아역)
- 손민우
- 양지선
- 윤희주
- 인교진

## 편성 변경
- 150부작에서 160부작으로 조기종영되었다.

## 참고 사항
- 삼천포를 비하한다는 것으로 논란이 일자 제작진은 그에 대해 사과를 했다.[1]
- 작가 박지현씨는 97년 KBS 1TV 아침 소설 초원의 빛 이후 4년 만에 아침드라마를 집필했다.
- 출연진 중 임채무, 김용건, 김영란 등은 박지현 작가가 쓴 1998년 KBS 1TV 일일극 《살다보면》 이후 3년 만에 집필자와 연기자로 다시 만났다.[2]
- 이 작품은 출연진 대부분이 30대 후반이라 극 분위기를 저하시킨다는 우려가 있었고, 동시간대 MBC 《보고 또 보고》로 인한 시청률 부진으로 인한 것인지 150부작에서 116부작으로 조기종영되었다.

## 결방 사유 및 편성 변경
- 2001년 4월 3일: 생방송 모닝 스페셜 방송 편성으로 인해 결방
- 2001년 5월 16일: MBC스포츠 2001 메이저리그 박찬호 선발경기 <LA:몬트리올> 중계방송으로 인해 결방
- 2001년 8월 10일: 2001 메이저리그 박찬호 선발경기 <LA:피츠버그> 중계방송으로 인해 결방

| 문화방송 MBC 아침 드라마                     | 문화방송 MBC 아침 드라마                              | 문화방송 MBC 아침 드라마                          |
| 이전 작품                                    | 작품명                                                | 다음 작품                                         |
| -------------------------------------------- | ----------------------------------------------------- | ------------------------------------------------- |
| 사랑할수록 (2000년 8월 7일 ~ 2001년 2월 3일) | 내 마음의 보석상자 (2001년 2월 5일 ~ 2001년 8월 18일) | 보고싶은 얼굴 (2001년 8월 20일 ~ 2002년 1월 19일) |